# Vincenzo Manfredini
Vincenzo Manfredini (ur. 22 października 1737 w Pistoii, zm. 5 lub 16 sierpnia 1799 w Sankt Petersburgu) – kompozytor włoskiego klasycyzmu. Jego ojcem był kompozytor barokowy Francesco Onofrio Manfredini.
Vincenzo Manfredini pracował jako nauczyciel muzyki i nadworny kompozytor na dworze cara w Sankt Petersburgu.